# شبگرد دم‌چنگی
شبگرد دم‌چنگی (نام علمی: Uropsalis lyra) گونه‌ای از شبگردها از خانواده شبگردان است. در آرژانتین، بولیوی، کلمبیا، اکوادور، پرو و ونزوئلا یافت می‌شود. 

## آرایه‌شناسی و رده‌بندی
شبگرد دم‌چنگی با شبگرد دم‌پرستویی (نام علمی: Uropsalis segmentata) در سردۀ خود مشترک است. دارای سه زیرگونه است، زیرگونه نمادین U. l. lyra ، U. l. peruana و U. l. argentina . 

### تغذیه
شبگرد دم‌چنگی، پگاه‌رو و شب‌زی است. آن را با شور کردن از یک صخره یا نشیمنگاه پایین در امتداد لبه جنگل جستجو می‌کند. ممکن است مسافتی را طی کند، اما معمولاً به همان نشیمنگاه برمی‌گردد. اگرچه رژیم غذایی آن شرح داده نشده است، اما فرض بر این است که حشره‌هایی مانند سایر شبگردها است. در طول روز روی شاخه یا صخره‌ای می‌خوابد که معمولاً حداقل تا حدی توسط پوشش گیاهی پنهان شده است. 

### زادآوری
تصور می‌شود که شبگرد دم‌چنگی دارای ویژگی چندزنی است. نرها در پرواز به ماده‌ها با پهنه‌های نبرد جفت‌یابی اشتراکی نمایش داده می‌شوند. فصل زادآوری تعریف نشده است، اگرچه به نظر می‌رسد که در محدوده گونه متفاوت است. یک آشیانه به خوبی مطالعه شده، خراشی پاک‌شده از آشغال در یک شومینه بنایی متروک در جنگل آشفته نزدیک یک مرتع بود. ماده از جوجه آشیانه‌ای مراقبت می‌کرد و هیچ نری در آن نزدیکی دیده نمی‌شد. 

### آواسازی
آواز شبگرد دم‌چنگی یک «نُت غلتیدنی... 5 تا 11 نت بالارونده "wéeou-tee» است. بیشتر در هنگام غروب، از شاخه یا زمین خوانده می‌شود. همچنین در هنگام پرواز یا تعقیب یک ماده سَرداده می‌شود. پرواز نمایشی نر شامل یک سری صداهای سریع "weep-weep-weep-weepupup" است. 

## وضعیت
آی.یو.سی.انIUCN شبگرد دم‌چنگی را به عنوان کمترین نگرانی ارزیابی کرده است. اگرچه جمعیت آن اندازه‌گیری نشده است، اما به نظر می‌رسد که پایدار باشد. هیچ تهدید فوری شناسایی نشده است، اگرچه ممکن است جنگل‌زدایی در آینده یکی از آنها باشد.  

## نگارخانه

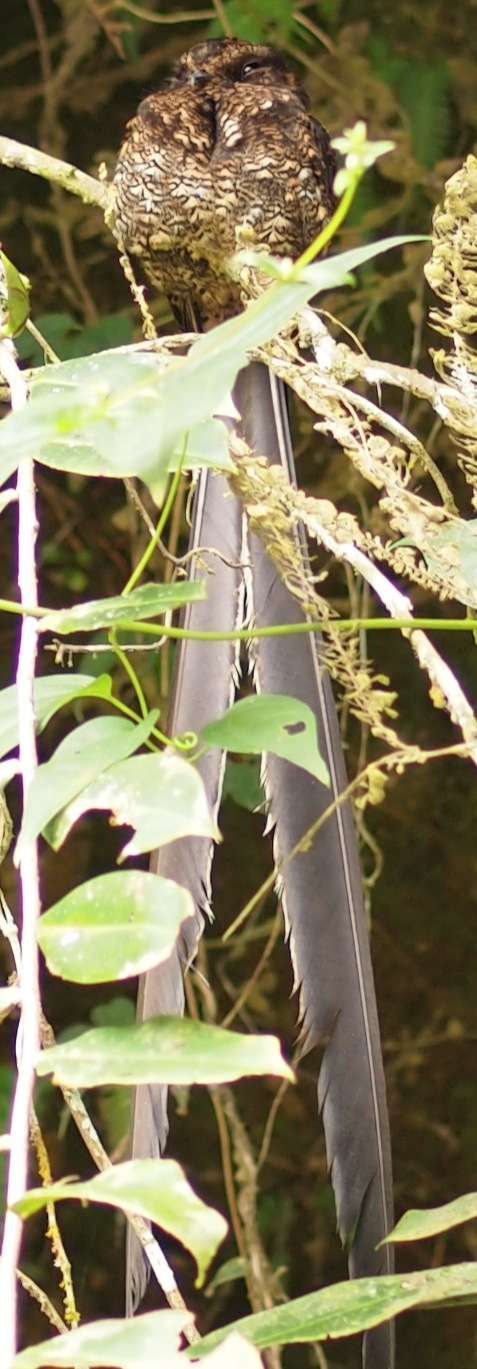
شبگرد دم‌چنگی